# Hydraena macedonica
Hydraena macedonica är en skalbaggsart som beskrevs av Armand D'Orchymont 1931. Hydraena macedonica ingår i släktet Hydraena och familjen vattenbrynsbaggar. Inga underarter finns listade i Catalogue of Life.